# Copacabana (Rio de Janeiro)
Copacabana is een wijk in het zuiden (Zona Sul) van de Braziliaanse stad Rio de Janeiro, bekend vanwege het 4 km lange strand in de vorm van een halve maan. Copacabana heeft als bijnaam "Princesinha do Mar" ofwel Prinsesje van de Zee.
Het is een gediversifieerde buurt met vele luxueuze hotels en luxueuze appartementsgebouwen maar ook kleinere sloppenwijken zoals Pavão-Pavãozinho, Ladeira dos Tabajaras en Cabritos zijn geïntegreerd in Copacabana. De favelas bevinden respectievelijk op de morro de Cantagalo, morro de São Jão en morro dos Cabritos. Sinds december 2009 en januari 2010, zijn deze wijken veel toegankelijker geworden omdat een speciale politie-eenheid (Unidade de Polícia Pacificadora) patrouilleert en controles uitvoert.

## Geschiedenis
Het district werd oorspronkelijk Sacopenapã genoemd tot het midden van de 18de eeuw. Het was genoemd naar een kapel die een replica van de Maagd van Copacabana (Bolivia) bevatte. Copacabana is een woord uit de taal quechua en betekent volgens de "Dicionário de Curiosidades do Rio de Janeiro" (curiositeiten-woordenboek van Rio de Janeiro) "Plaats van het Licht" of "Blauw Strand".

## Geografie
Copacabana grenst aan de wijk Leme, begint vanaf de Avenida Princesa Isabel en eindigt bij Posto Seis (strandwacht uitkijktoren zes) in de nabijheid van het Forte de Copacabana. Voorbij Copacabana is er het kleine Arpoadorstrand, gevolgd door de bekende wijk Ipanema, en ten slotte de wijk Leblon. Vanuit het stadscentrum van Rio is Copacabana bereikbaar via de ondergrondse metro. De metrostations Cardeal Arcoverde, Siqueira Campos en Cantagalo bedienen de wijk.
Er zijn drie rotsheuvels (morros) in Copacabana: de morro dos Cabritos, morro de Cantagalo en morro de São Jão.
Het Nederlandse baggerbedrijf R. Boltje & Zonen NV uit Zwolle verbreedde in 1970 het strand met zeventig meter over een lengte van vier kilometer. Daar werd een speciale sleephopperzuiger ("Transmundum III") voor ingezet.

## Architectuur

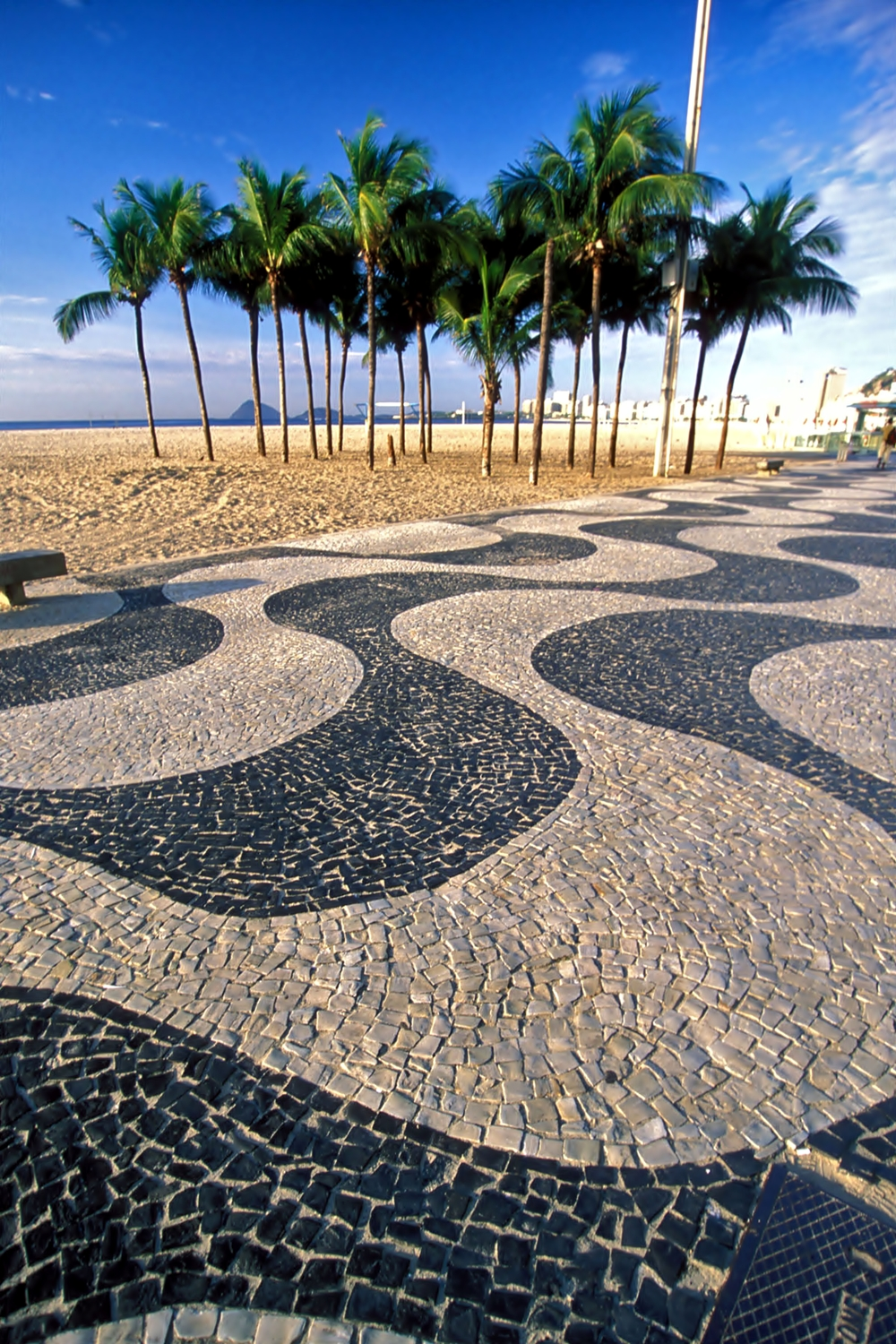
De beroemde bestrating van de wandelboulevard van Copacabana met Portugees straatmozaïek

De strandboulevard wordt gekenmerkt door de bestrating, een mozaïek van golven in wit en zwart marmer ontworpen door Oscar Niemeyer en Roberto Burle Marx. Soortgelijke bestrating vindt men door de hele stad. In Copacabana is de strandboulevard erg breed en trekt dagelijks veel wandelaars, joggers en toeristen aan die op en neer flaneren.
Een opvallend gebouw in Copacabana is het Copacabana Palace Hotel. Dit hotel is in 1923 in gebruik genomen en is ontworpen door de Franse architect Joseph Gire, die zich heeft laten inspireren door het hotel Negresco in Nice en hotel Carlton in Cannes. Niet ver van het Forte de Copacabana bevindt zich een appartementsgebouw van Oscar Niemeyer. In 2009 is een architectuurwedstrijd uitgeschreven voor een nieuw museum van beeld en geluid die gewonnen werd door Diller Scofidio + Renfro architecten.

## Evenementen
Ieder jaar worden op het strand van Copacabana gratis (pop)concerten gehouden met optredens van bands, waaronder bijvoorbeeld Rod Stewart (in 1994), Lenny Kravitz (in 2005) en de Rolling Stones (2006). Daarnaast werden op het strand veelvuldig strandsportwedstrijden ingericht, in het Estádio de Copacabana. In dit stadion werden tevens de beachvolleybalwedstrijden van de Olympische Spelen van 2016 gespeeld. Daarnaast vonden tijdens deze spelen ook een aantal andere sportwedstrijden plaats, waaronder het openwaterzwemmen, de triatlon en de wegwedstrijden bij het wielrennen. Ook is het strand bekend om zijn uitbundige vuurwerk met oud en nieuw.
Op 28 juli 2013 vond op het strand van Copacabana de afsluiting plaats van de katholieke Wereldjongerendagen. Naar schatting twee à drie miljoen mensen woonden de door paus Franciscus opgedragen slotmis bij. Hiermee was deze mis een van de grootste religieuze bijeenkomsten ooit. Onder de aanwezigen op het strand waren ook de Braziliaanse presidente Dilma Rousseff, de Argentijnse presidente Cristina Fernández de Kirchner en de Boliviaanse president Evo Morales.

## Verkeer en vervoer

### Metro
| Station                                        | Lijn |
| ---------------------------------------------- | ---- |
| Station Estação Cardeal Arcoverde / Copacabana |      |
| Station Estação Siqueira Campos / Copacabana   |      |
| Station Estação Cantagalo / Copacabana         |      |
| Station Estação General Osório / Ipanema       |      |

## Galerij

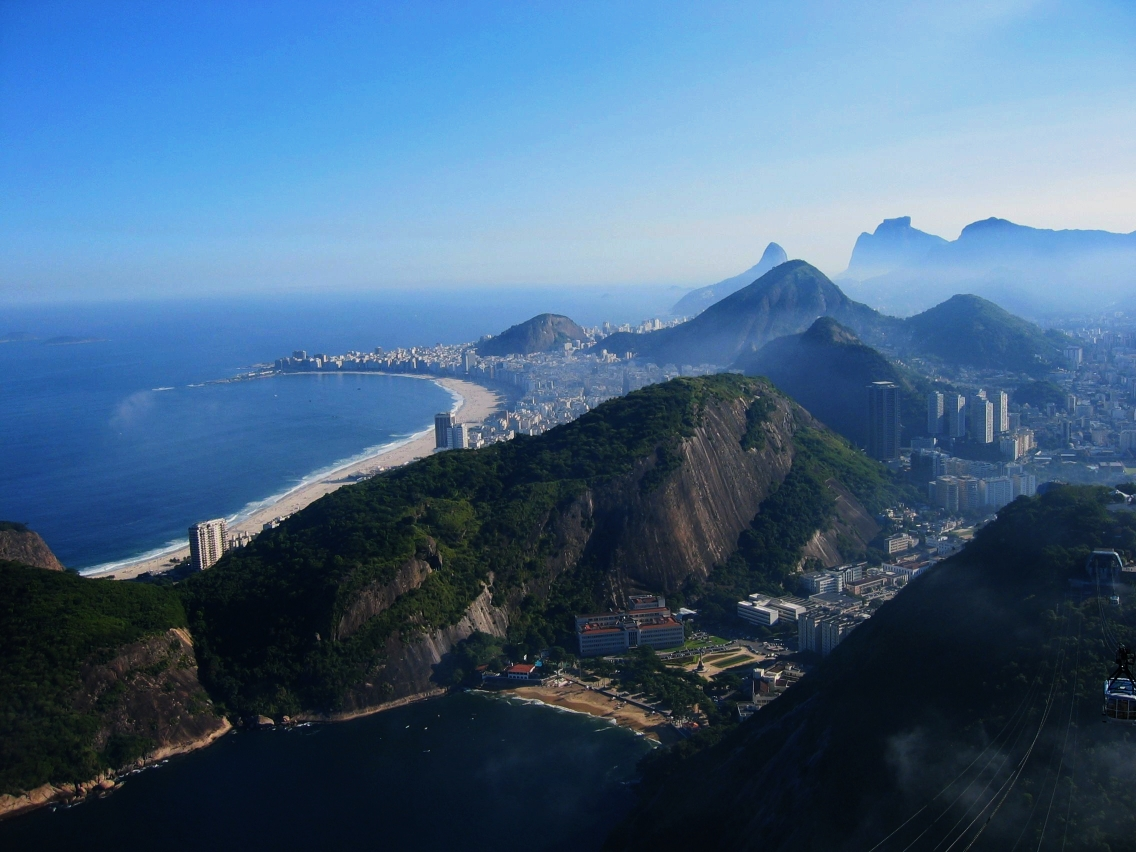
Luchtaanzicht van het zuiden van de stad Rio de Janeiro met links het strand van Copacabana
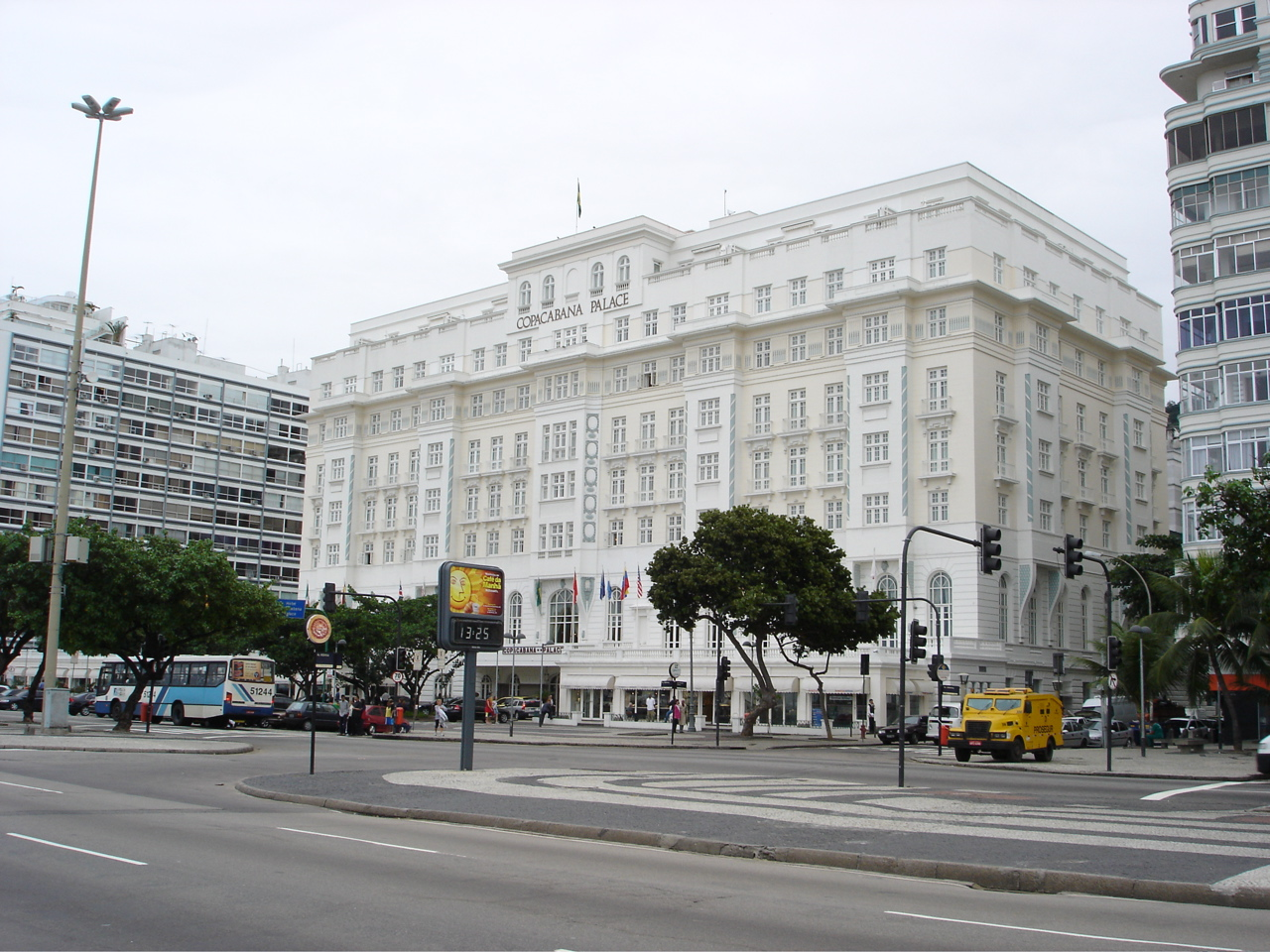
Hotel Copacabana Palace
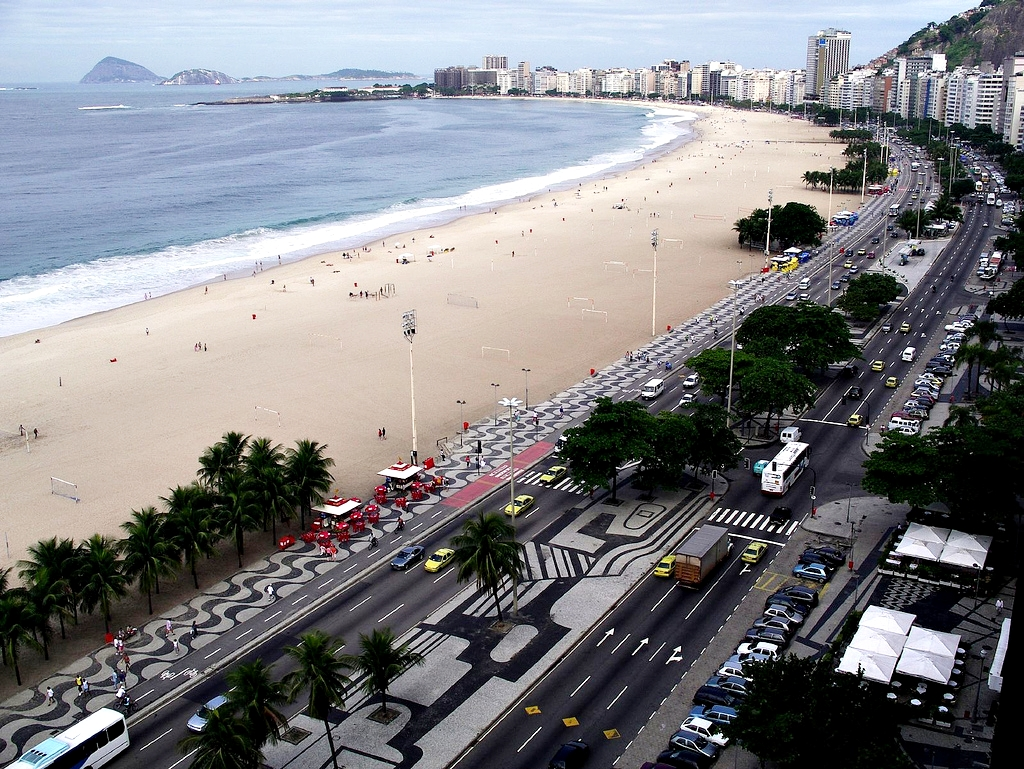
Strand, boulevard en skyline
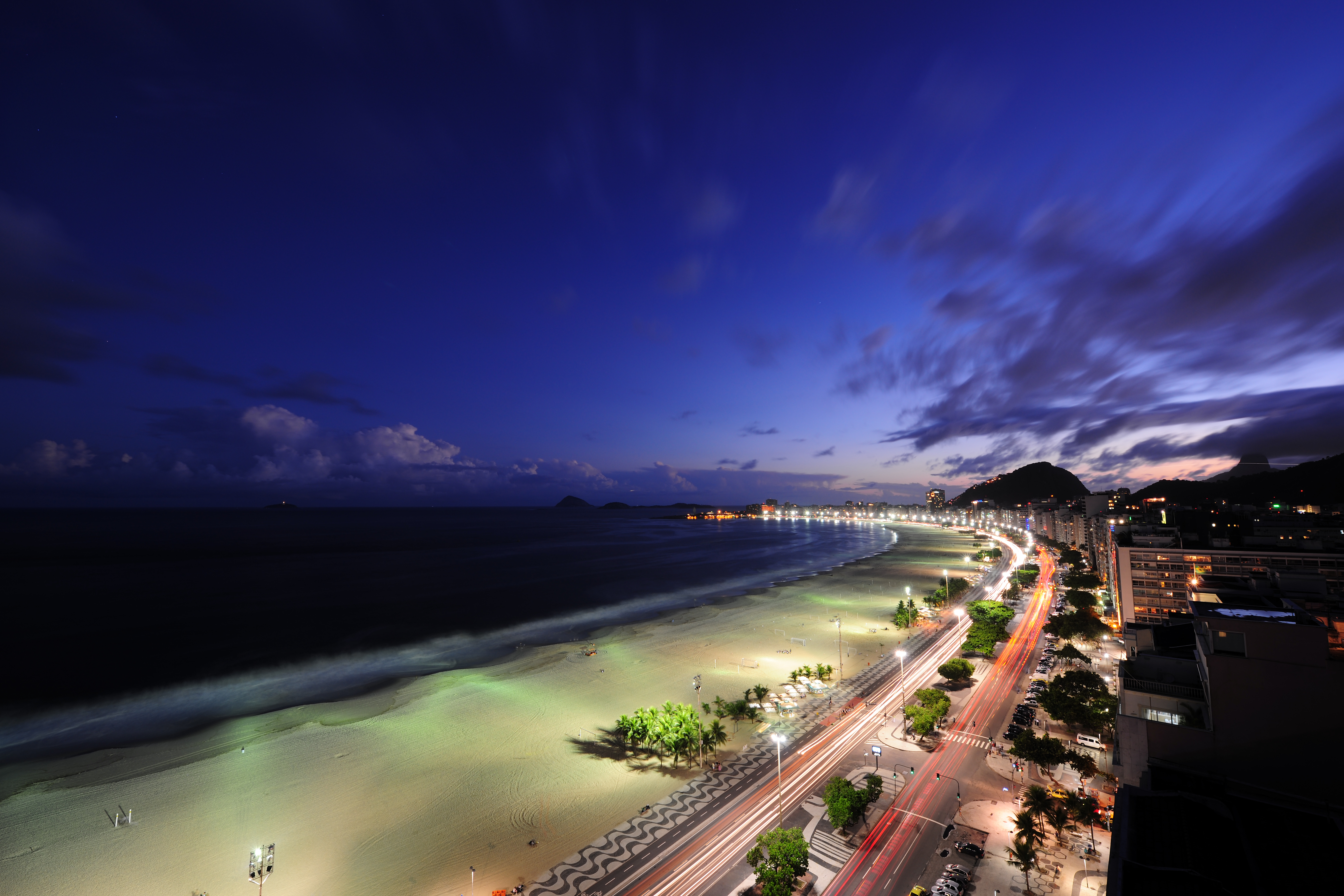
Idem bij nacht
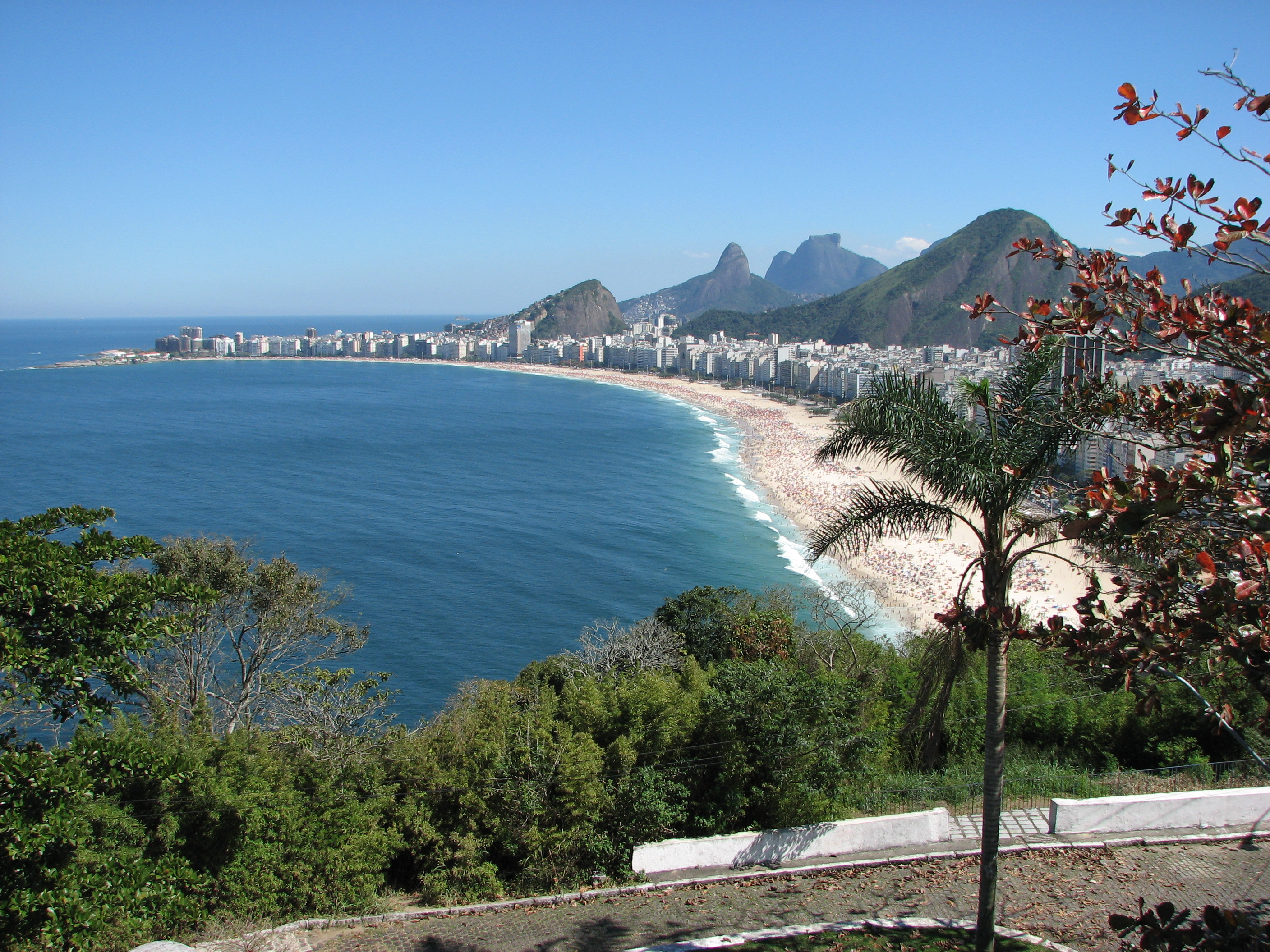
Copacabana
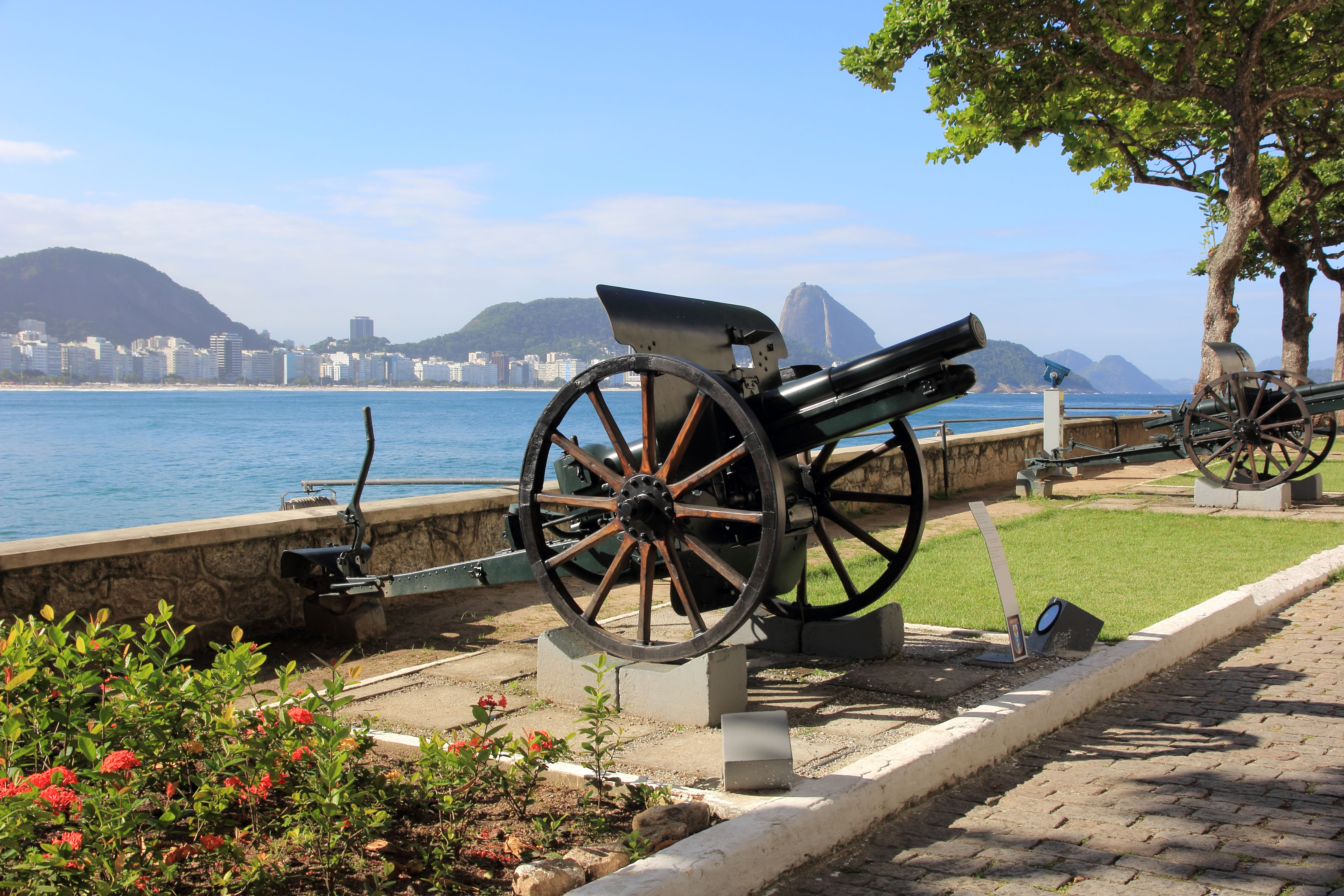
Forte de Copacabana